# 아무도 살아서 나갈 수 없다
《아무도 살아서 나갈 수 없다》(영어: No One Gets Out Alive)는 영국의 영화이다. 애덤 네빌의 동명 소설을 기반으로 한 영화이다.

## 캐스팅

### 주연
- 마크 멘차카 : 레드 역

### 조연
- 크리스티나 로들로 : 앰바 역
- 빅토리아 앨콕 : 메리 역
- 데이빗 버레라 : 베토 역
- 데이빗 피글리올리 : 베커 역

## 참고 사항
- 암바르가 듣고 있던 뉴스에서 스웨덴 밀림으로 등산을 갔다가 실종된 4명의 하이커들에 관한 속보가 나온다.